# 查干库勒乡
查干库勒乡，是中华人民共和国新疆维吾尔自治区塔城地区和布克赛尔蒙古自治县下辖的一个乡镇级行政单位。

## 行政区划
查干库勒乡下辖以下地区：
查干库勒村、拉卜楞村、哈布图哈夏尔村、买代尼村、伊克库热村、色居尔村、布恩布特村、布林村、巴音查干村、塔本乌拉森村、江根科克村、道兰莫敦村和道兰特村。